# Capparis sunbisiniana
Capparis sunbisiniana är en kaprisväxtart som beskrevs av M. L. Zhang och G. C. Tucker. Capparis sunbisiniana ingår i släktet Capparis och familjen kaprisväxter. Inga underarter finns listade i Catalogue of Life.